# Pirates (émission de télévision)
Pour les articles homonymes, voir Pirates et Pirate (homonymie).
Pirates est une émission de télévision belge destinée à la jeunesse et diffusée dans les années 1990 sur la chaine de télévision belge RTL-TVI. L’émission, présentée par Varvara, a été diffusée pour la première fois le 8 septembre 1996 et remplaçait le dimanche matin Chambard, déjà présentée par Varvara. À partir de la rentrée 1998, Pirates a été diffusé sur Club RTL,.

## Concept
Deux équipes formées avec des enfants provenant de deux écoles différentes, qui s'affrontaient au travers de divers jeux. 
L'équipe qui récoltait le plus de points à la fin de l'émission, gagnait.

## Dessins animés diffusés au cours de l’émission

### Séries desStudios Disney(1996-1998)
- Tic et Tac, les rangers du risque
- Myster Mask
- Bonkers
- La Bande à Picsou
- Les Nouvelles Aventures de Winnie l'ourson
- La Bande à Dingo
- Aladdin
- La Petite Sirène
- Raw Toonage
- Couacs en vrac
- Gargoyles, les anges de la nuit
- Timon et Pumbaa
- Le Livre de la jungle, souvenirs d'enfance

### Séries et dessins animés (1998-1999)
- Freakazoid!
- Les Tiny Toons
- Du côté de chez Alf
- Minus et Cortex
- Beetlejuice
- Taz-Mania
- Tom et Jerry Kids
- Le Plein de super
- Titi et Grosminet mènent l'enquête
- Looney Tunes (compilations des courts métrages en films)